# 小行星8479
小行星8479（英語：8479）是一颗围绕太阳公转的小行星。1987年4月29日，安東寧·姆爾科斯在克列特发现了此天体。
这颗小行星的绝对星等为78.53372664454621等。